# Alfonso Cano
Alfonso Cano (1948 i Bogotá, Colombia – 4. november 2011), døbt Guillermo León Sáenz), var tidligere leder for den colombianske guerillabevægelse, Fuerzas Armadas Revolucionarias de Colombia – Ejército del Pueblo; FARC-EP, også kendt som FARC, der er på 33 landes terrorlister. 
Cano voksede op i en middelklassefamilie i Bogotá, og studerede antropologi og jura på det prestigefyldte Universidad Nacional de Colombia i hovedstaden, hvor han blev ledende medlem i det kommunistiske colombianske ungdomsforbund. Han fulgte den cubanske revolution tæt .
Det var på universitetet, han mødte FARC, som inviterede ham til at undervise i marxisme for medlemmer af guerillabevægelsen. Cano tilsluttede sig sandsynligvis FARC i slutningen af 1970'erne og steg i graderne. I 2000 var han med til at danne og blev leder af Partido Comunista Clandestino Colombiano, som er FARC's politiske parti. 
Cano overtog ledelsen af FARC i marts 2008 efter Manuel "skarpskytte" Marulanda Vélez døde af hjerteslag. Alfonso Cano var eftersøgt for handel med narkotika og terrorvirksomhed i Colombia, og blev dræbt i ildkamp med elitetropper fra den colombianske hær i provinsen Cauca. 